# Szelevény, Jász-Nagykun-Szolnok
Szelevény  este un sat în districtul Kunszentmárton, județul Jász-Nagykun-Szolnok, Ungaria, având o populație de 1.237 de locuitori (2011). 

## Demografie
Componența etnică a satului Szelevény
     Maghiari (98,94%)
     Necunoscut (0,32%)
     Alții (0,74%)
Componența confesională a satului Szelevény
     Romano-catolici (45,68%)
     Fără religie (16,98%)
     Reformați (3,4%)
     Necunoscută (33,47%)
     Atei (0,49%)
Conform recensământului din 2011, satul Szelevény avea 1.237 de locuitori. Din punct de vedere etnic, majoritatea locuitorilor (98,94%) erau maghiari. Apartenența etnică nu este cunoscută în cazul a 0,32% din locuitori. Nu există o religie majoritară, locuitorii fiind romano-catolici (45,68%), persoane fără religie (16,98%) și reformați (3,4%). Pentru 33,47% din locuitori nu este cunoscută apartenența confesională.